# Giacinto de' Sivo
Giacinto de' Sivo (Maddaloni, 29 novembre 1814 – Roma, 19 novembre 1867) è stato uno scrittore, storico e drammaturgo italiano, alto funzionario dell'amministrazione del Regno delle Due Sicilie e legittimista borbonico.

## Biografia
(Giacinto de' Sivo)

### Dalla nascita fino al 1860

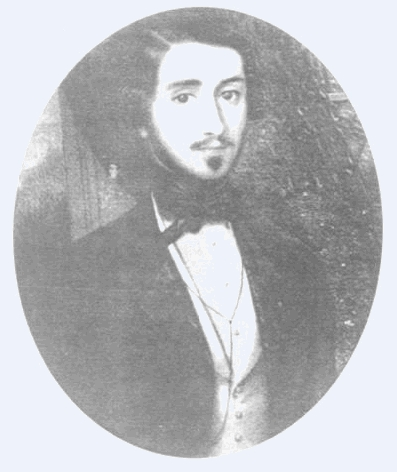
De' Sivo da giovane.

Nacque a Maddaloni in Terra di Lavoro da Aniello, ufficiale dell'esercito delle Due Sicilie e da Maria Rosa Di Lucia. La famiglia de' Sivo aveva una lunga tradizione di fedeltà alla dinastia borbonica. Il nonno, anch'egli di nome Giacinto, aveva armato a proprie spese soldati per la difesa del regno in occasione dell’aggressione giacobina e francese, e lo zio Antonio era stato fra gli ufficiali dell'esercito sanfedista del cardinale Fabrizio Ruffo.
Dopo un'infanzia trascorsa nelle proprietà familiari, frequentò la scuola del marchese Basilio Puoti (uno dei massimi esponenti del purismo) a Napoli. De' Sivo conservò sempre in tutti gli scritti l'impronta dell'insegnamento classicistico che aveva ricevuto, pur risentendo temporaneamente del romanticismo. Nel 1836, poco più che ventenne, pubblicò il suo primo libro, un volumetto di versi; quattro anni dopo pubblicò la tragedia Costantino Dracosa, dedicata a Costantino XI Paleologo, ultimo imperatore bizantino, tradito dal megaduca Luca Notara e ucciso nell’attacco ottomano a Costantinopoli del maggio 1453. Nel 1844 uscì la Florinda d’Algezira, ambientata in Spagna nel 713 al tempo della invasione araba e della fine del dominio gotico nella penisola iberica. A questa faranno seguito altre sei tragedie di argomento storico e biblico e il romanzo storico Corrado Capece (1846) incentrato sulla figura dell’eroico combattente per la causa sveva ai tempi della guerra tra Carlo d'Angiò e Manfredi. La cena di Alboino e la Partenope, entrambe nel 1858, furono interpretate dalla celebre attrice Fanny Sadowski nel teatro dei Fiorentini a Napoli. L’ultima tragedia, il Belisario, la cui azione si svolge a Costantinopoli nell’anno 563, fu scritta nel maggio 1860. Nel 1844 de' Sivo sposò Costanza Gaetani dell'Aquila d'Aragona, figlia del conte Luigi, maresciallo di campo e aiutante generale del re, dalla quale ebbe tre figli.
Parallelamente allo svolgimento dell'attività letteraria ricoprì importanti incarichi dirigenziali nell'amministrazione dello Stato. Fece parte della Commissione per l'Istruzione Pubblica, poi - nel 1848 - fu nominato Consigliere d'Intendenza della provincia di Terra di Lavoro, con settecento uomini ai propri ordini.
L'ondata di moti rivoluzionari scoppiati nel 1848 colpì profondamente de' Sivo, inizialmente non immune dalla speranza, poi rivelatasi vana, di una federazione degli stati italiani sotto la guida del pontefice. De' Sivo partecipò alla formazione della Guardia Nazionale istituita dal nuovo governo costituzionale sul modello della guardia nazionale francese. A Maddaloni tenne l'ufficio di capo provvisorio della Guardia Nazionale dal 19 febbraio all'8 maggio del 1848, e di nuovo ne capitanò una compagnia nel gennaio del '49. Il fallimento della proposta neoguelfa e il carattere marcatamente liberale verso cui sfociò la crisi del '48 lo indussero a prendere le distanze dal governo costituzionale e a scrivere un'amara riflessione storica sugli avvenimenti del biennio rivoluzionario, che peraltro non diede alle stampe ma conservò manoscritta in casa propria.

### Dal 1860 alla morte
Alla caduta del Regno delle Due Sicilie, de' Sivo si proclamò fedele alla dinastia borbonica. Fu destituito dalla carica di consigliere d'Intendenza e arrestato (14 settembre 1860). La sua casa fu occupata per tre mesi da Nino Bixio e da altri garibaldini. Gli venne resa dopo essere stata saccheggiata. I garibaldini sequestrarono anche il manoscritto che de' Sivo aveva redatto sugli avvenimenti del 1848-1849.
Scarcerato, fu arrestato nuovamente il 1º gennaio 1861 e imprigionato per due mesi. Tornato libero, decise di lanciare la sua sfida al nuovo regime fondando la rivista legittimista «La tragicommedia», sulla quale esprimeva apertamente la propria visione politica favorevole alla restaurazione dei Borbone sul trono di Napoli. Il giornale fu soppresso dopo soli tre numeri. De' Sivo fu nuovamente arrestato il 6 settembre 1861. Posto di fronte alla scelta tra la sottomissione alla dinastia sabauda e l'esilio, consigliatogli da Luigi Settembrini col quale era in buoni rapporti, il giorno 14 successivo partì per Roma, città che ospitava già Francesco II assieme alla sua corte.
Nella capitale dello Stato Pontificio de' Sivo continuò la sua attività pubblicistica. Sull'onda emotiva della recente sconfitta, diede alle stampe un breve pamphlet, L'Italia e il suo dramma politico nel 1861, in cui difendeva la soluzione confederale della questione nazionale, scagliandosi contro il principio astratto del plebiscito e contro le interferenze della Gran Bretagna, che «è in guerra con tutti e non fa guerra a nessuno». Nel dicembre del 1861, con la stampa del Discorso pe’ morti nelle giornate del Volturno difendendo il reame, de' Sivo evocava i «campi insanguinati» dal turbine della guerra fratricida, percorsi da «schiere di combattenti nati sulla stessa italica terra» destinati a darsi la morte a vicenda a tutto vantaggio delle potenze straniere che avevano architettato nell'ombra la rivoluzione italiana. Subito dopo pubblicò l’opuscolo I Napolitani al cospetto delle nazioni civili, che ebbe vasta risonanza negli ambienti legittimisti arrivando a una edizione livornese, oltre le prime due romane, e parecchie edizioni clandestine napoletane. Si trattava di un attacco durissimo al processo risorgimentale, intrepretato come esito innaturale dell’idea rivoluzionaria che dalla Rivoluzione francese in poi si era rigenerata e perpetuata nelle varie sette liberali e radicali e non aveva mai cessato di tramare per attentare alla stabilità dei troni e dell’altare. De' Sivo ribadiva che la soluzione ideale per una stabile sistemazione dell’Italia avrebbe dovuto essere una confederazione tra i vari Stati preunitari, unico assetto a essere fondato su legittime basi storiche.
Tra il 1860 e il 1865 apparve la dotta monografia Storia di Galazia e di Maddaloni, elogiata dal Mommsen e tenuta sempre presente dagli studiosi nella ricostruzione di fatti riguardanti la Campania, del periodo romano in modo particolare.
Gli ultimi anni della sua vita furono dedicati alla stesura del suo magnum opus. De' Sivo era riuscito a rientrare in possesso del manoscritto della sua storia delle rivoluzioni del 1848-1849, sottrattogli dai garibaldini al momento dell’arresto, e aveva iniziato a lavorarvi sopra alacremente, con l’intento di estendere la narrazione sino agli ultimi giorni del regno delle Due Sicilie. De' Sivo poté usufruire una grande massa di documenti ufficiali messigli a disposizione dalla corte borbonica. Nel 1863 portò a termine il primo volume della Storia delle Due Sicilie dal 1847 al 1861, l'opera che rappresenta l'apice della sua produzione letteraria e storica. In riconoscimento al lavoro svolto Francesco II gli conferì la Croce di Cavaliere dell’Ordine Costantiniano di San Giorgio. L'analisi franca e spregiudicata di de' Sivo gli procurò ostilità da parte di molti esponenti dello stesso ambiente legittimista. La pubblicazione dell'opera fu ostacolata non solo dalle autorità italiane, ma anche da membri della corte borbonica in esilio, che riuscirono a spingere Francesco II a ritirare il sostegno finanziario che aveva promesso per l'edizione dell'opera. In una lettera scritta nel marzo 1865 a Salvatore Carbonelli, de' Sivo esprime tutto il suo rammarico:
(Asna, fondo Borbone, b. 1150, Lettera di G. De' Sivo al Ministro Salvatore Carbonelli, Roma 12 marzo 1865.)
Nonostante le difficoltà de' Sivo riuscì a portare a compimento la Storia, che ebbe un enorme successo editoriale. Il libro “ricco di notizie, accurato nell’informazione, sebbene (come si può immaginare) unilaterale, partigiano ma senza proposito di esser tale” è una denuncia a tutto campo del Risorgimento che richiama alla memoria le opere di Tacito e Pietro Colletta. Gli ultimi due volumi apparvero a Viterbo presso Sperandio Pompei nel 1867. De' Sivo morì a Roma il 19 novembre di quello stesso anno. Fu sepolto inizialmente nel cimitero del Verano. Nel maggio del 1960 le sue spoglie furono traslate nella natia Maddaloni.

## Il pensiero
Un condensato degli orientamenti politici di de' Sivo sta ne I Napolitani al cospetto delle Nazioni civili, pubblicato nel 1861 durante il suo esilio romano. Vi si contiene l'estrema difesa dell'indipendenza del Regno, ma non in chiave municipalistica; de' Sivo delinea invece l'idea di un'Italia ricca delle sue diversità. Al contrario di quanto avvenuto in altre nazioni europee espresse ciascuna da un'unica grande città «le città d'Italia sono un gruppo di soli». La Rivoluzione, che vuole sovrapporre a questo dato originale una piatta uniformità, mira in effetti a distruggere la Nazione stessa. Ciò posto, per de' Sivo, non la fusione attraverso la sopraffazione, ma la libera unione è la via maestra da seguire: occorre che l'Italia non sia “unificata”, ma collegata. Lo sbocco coerente sul piano giuridico non è quindi tanto la federazione, pur propugnata dal Gioberti e dal Cattaneo, ma la confederazione.
Per lo storico di Maddaloni, il processo che aveva portato all'Unità d'Italia era stato prima di tutto un'aggressione illegittima contro due stati sovrani, il Regno delle Due Sicilie e lo Stato Pontificio. In questo quadro, pur ammettendo che «parecchi malandrini col pretesto di servire Francesco andavano pe’ monti taglieggiando», de' Sivo contesta, per i combattenti postunitari contro l'invasione piemontese, la definizione di “briganti”, come questi erano definiti dalla pubblicistica risorgimentale:
(Giacinto de' Sivo, I Napolitani al cospetto delle nazioni civili, p. 58)
Travalicando gli angusti limiti geografici e storici del Regno delle Due Sicilie e abbracciando con lo sguardo la situazione di tutta l'Italia, considerata un’entità inscindibile da un punto di vista geopolitico, de' Sivo profetizzava che l'unità “fittizia e sforzata” imposta dal Piemonte avrebbe reso l'Italia intera schiava di una fazione, risuscitando veleni e conflitti che avrebbero precipitato tutta la Penisola in una guerra civile. Agli occhi di de' Sivo, il Regno di Sardegna si era reso colpevole non solo della violazione del diritto delle genti, con l’aggressione perpetrata a tradimento contro un regno pacifico e neutrale e con la sponsorizzazione della spedizione dei Mille, ma era stato soprattutto responsabile dello scatenamento di una terribile guerra civile tra italiani e italiani.
(Giacinto de' Sivo, I Napolitani al cospetto delle nazioni civili, pp. 49-50)
D’altro canto, ad aggravare le colpe del Regno di Sardegna stava anche il dato di fatto di aver intrapreso la sua criminale espansione nonostante l’impossibilità, per la sua debolezza diplomatica e militare e per l’opposizione delle grandi potenze, di unire davvero sotto un solo scettro tutte le terre dove «il sì sona». La funesta politica espansionista subalpina si era infatti realizzata al carissimo prezzo di aver dovuto svendere allo straniero altre terre abitate da italiani, Nizza e Savoia, mentre il resto degli Stati pontifici, la Corsica, l’Istria, la Dalmazia e gli altri territori sotto dominio austriaco sembravano, per de' Sivo, assolutamente al di fuori della portata di Torino.
De' Sivo non aveva difficoltà a riconoscere la nobiltà dell’ideale di voler unificare l’Italia «ché certo far la patria grande, potente, e rispettata, saria onesta e bella impresa. E dove ella potesse esser unita sarebbe fortissima, per l’indole de’ suoi abitanti fervidi e ingegnosi, per le sue naturali ricchezze, per lo stare in mezzo al mare, fra Asia, Africa ed Europa, e per la coscienza dell’antica e moderna grandezza». Ma, lungi dall'avere questo esito, l’unificazione imposta dall'alto aveva avuto come unico risultato la devastazione morale e materiale del Mezzogiorno e la sottomissione di tutta la Penisola agli interessi di Francia e Inghilterra, veri artefici del progetto unitario. De' Sivo avanzava dunque una proposta per un nuovo assetto istituzionale che non dividesse moralmente il popolo italiano, ovvero una confederazione di Stati sovrani, sul modello di quella svizzera o germanica e sulla falsariga di quanto previsto dalla pace di Zurigo. Per ottenere questo risultato sarebbe stato necessario scatenare una lotta senza quartiere contro la setta liberale, i cui gangli avevano avvelenato ogni contrada della Penisola, e liberare tutta l'Italia, a cominciare dal Piemonte, dalla morsa delle forze rivoluzionarie. In quest'ottica la resistenza legittimista napoletana non andava considerata anti-italiana, ma nemica della setta liberale «ch’è anti-italica, com’è anti-cristiana, ed anti-sociale».
De' Sivo considerava il Regno delle Due Sicilie solamente uno dei tanti campi di un'immensa battaglia in corso da oltre un secolo tra la civiltà cristiana e le forze della sovversione. Tanto il '48-'49, quanto il '59-'61 non erano per nulla fenomeni con una qualche loro specificità, ma piuttosto gli ultimi anelli della catena di un medesimo disegno sovvertitore, che traeva le sue origini dalle cospirazioni rivoluzionarie settecentesche sfociate nella Rivoluzione francese. De' Sivo si inseriva in questo modo nel filone del pensiero controrivoluzionario europeo, ripercorrendo le tesi del Barruel, sostenute in Italia dallo Spedalieri e riprese anche dal Canosa, e aggiornandole fino agli ultimi episodi del processo risorgimentale.
Profondamente convinto della funzione pedagogica della storia, de' Sivo si mostrava fermo nel suo intento di definire imparzialmente torti e meriti, senza timore di tacere le responsabilità nella condotta della monarchia e dei suoi uomini. Con onestà storiografica, pur stigmatizzandone la virulenza, non aveva difficoltà ad ammettere la fondatezza delle accuse mosse, ad esempio, da Settembrini nella sua impietosa Protesta del popolo delle Due Sicilie e non risparmiava dure critiche alla conduzione del Regno delle Due Sicilie, denunciando la mala gestione della cosa pubblica e delle forze armate, che accusava di corruzione e incapacità:
«... Gli uffiziali in gran parte né onesti, né sapienti, surti per favori,  beneficiati oltre misura, avean grosse mercedi, croci cavalleresche,  percettorie, collegi gratis a' figliuoli, e a' figliuoli e nepoti uffizii per grazia in magistratura, in amministrazioni, nelle finanze e nell'esercito.  Fatto i Sardanapali[14] all'ombra de' gigli, presero la croce sabauda piuttosto per iscansar fatiche, che per congiurazione. Non che congiuratori vi mancassero, ma i più subirono la congiurazione per codardia»
«… Da più anni si sussurrava di furti grandi nella costruzione di legni,  negli arsenali, sulle mercedi agli operai, sulle tinte de' bastimenti, e su vettovaglie, polvere e carbone. [...] Ma il male interno era la mancanza di nesso tra gli uffiziali, i pensieri diversi, le avidità, le malizie, l'ignavia di ciascuno. Pochi eran buoni»
(Storia delle Due Sicilie dal 1847 al 1861, vol. III, p.122 [15])
In tale situazione non c’era da meravigliarsi della scarsa efficienza delle forze armate, oppresse dai tagli agli organici, dall’inesistenza di reali periodi di addestramento, dai mancati reintegri, e da una progressione di carriera di fatto bloccata sino al limite del possibile con pochissimo spazio al merito. Questa franchezza gli costò la progressiva emarginazione dal ristretto circolo legittimista di Roma e persino l'accusa di nutrire nascoste simpatie liberali.

### Critica
Il de' Sivo fu spesso oggetto di critiche e i suoi scritti ritenuti poco affidabili e tendenziosi. In effetti, egli non nascondeva il proprio orientamento nella valutazione dei recenti eventi del Risorgimento, peccando a volte di troppo coinvolgimento o addirittura sconfinando nella partigianeria, tanto da ricevere talvolta commenti negativi anche dalla stessa “parte borbonica” che si proponeva di sostenere. In particolare, il generale Giosuè Ritucci fu vittima delle invettive del de' Sivo, il quale, nella sua opera Storia delle Due Sicilie, nel tentativo di assolvere chi più aveva la responsabilità del crollo del regno e a un tempo gettare ombre sul neonato Stato unitario, non esitò a screditare il pur fedele militare, che rispose con i suoi “Comenti confutatorii del tenente gen. Giosuè Ritucci sulla campagna dell'esercito napolitano in settembre e ottobre 1860 trattata nella storia delle Due Sicilie dal 1847 al 1861 di Giacinto De Sivo pubblicata in Roma, Verona, e Viterbo nel 1866-67”. Si legge nei “Comenti” del Ritucci un giudizio sul de' Sivo:
(“Comenti confutatorii del tenente gen. Giosuè Ritucci sulla campagna dell'esercito napolitano in settembre e ottobre 1860 trattata nella storia delle Due Sicilie dal 1847 al 1861 di Giacinto De Sivo pubblicata in Roma, Verona, e Viterbo nel 1866-67”, p. 5)

## Eredità
Il pensiero di de' Sivo non è sopravvissuto all'unificazione nazionale, nonostante l'attenzione rivoltagli dalla stampa legittimista e cattolica dell'epoca. Carlo Maria Curci nel 1864 ne lodò il valore di storico nella recensione al primo volume della Storia delle Due Sicilie dal 1847 al 1861, pubblicata nella La Civiltà Cattolica.. Il gesuita lo giudicò un lavoro di “altissimo pregio” quanto “a sanità di principii, a nobili sentimenti di onestà e di religione, a coraggiosa franchezza nel qualificare le cose e le persone coi proprii loro nomi, e, per ciò che noi possiamo giudicarne, eziandio quanto a veracità di fatti narrati”.
L'opera di de' Sivo fu riscoperta solo nel 1918, quando Benedetto Croce ne scrisse una biografia (più tardi collocata nel volume Una famiglia di patrioti insieme ai saggi sugli esuli napoletani, sui Poerio e Francesco de Sanctis) con l'intento di «conferire dignità storiografica ad una memorialistica ormai dimenticata» e di «anticipare la più compiuta pacificazione etico-politica che si sarebbe concretata con la pubblicazione della Storia del Regno di Napoli».
Considerata “l’opera più notevole della storiografia legittimista” e una fonte preziosa per l’indagine sulla vita sociale e politica del Napoletano, la Storia delle Due Sicilie fu ristampata nel 1964. Altre opere di de' Sivo (tra cui i tre numeri de La tragicommedia) sono state riedite successivamente.

## Opere
- Costantino Dracosa tragedia storica, Napoli, dai torchi del Tramater, 1841.
- Florinda d'Algezira tragedia, Napoli, 1844.
- Corrado Capece. Storia pugliese dei tempi di Manfredi, Napoli, tipografia Carluccio, 1846.
- Elogio di Ferdinando Nunziante, Caserta, tipografia della Intendenza, 1852.
- Manasse tragedia, Napoli, 1854.
- Gedeone tragedia, Napoli, 1856.
- La figlia di Jefte tragedia, 1857.
- Partenope tragedia, Napoli, 1858.
- La cena di Alboino tragedia, 1858.
- Belisario tragedia, Napoli, 1860.
- Storia di Galazia campana e di Maddaloni, Napoli, s.n.t., 1860-65.
- L'Italia e il suo dramma politico nel 1861, Bruxelles, s.n.t., 1861.
- Discorso pe' morti del Volturno, Roma, s.n.t., 1861.
- I Napolitani al cospetto delle nazioni civili, s.l., s.n.t., 1861.
- All'Italia canzone, in Omaggio a Dante Alighieri offerto dai cattolici italiani nel maggio 1865, sesto centenario dalla sua nascita, Roma, Monaldi, 1865,  pp. 93-95.
- Tragedie di  Giacinto de' Sivo, Viterbo, Sperandio Pompei, 1867.
- Storia delle Due Sicilie dal 1847 al 1861, Roma, Salviucci, 1863-64 (voll. I-II); Verona, Vicentini e Franchi, 1866 (vol. III); Viterbo, Pompei, 1867 (voll. IV-V) (seconda edizione: Napoli, 1964 (in due volumi); terza edizione: Lecce, 2004 (unico volume); quarta edizione: Brindisi, 2009 (in due volumi) - (versione digitalizzata: Volume I - Volume II).
- I Napolitani al cospetto delle nazioni civili, 2ª ed., Roma, Borzi, 1967.
- Silvio Vitale (a cura di), I Napolitani al cospetto delle nazioni civili, 3ª ed., Rimini, Il Cerchio, 1994.
- Scritti politici, collana Pillole per la memoria, Brindisi, Trabant, 2013, ISBN 9788896576205.